# Giōrgos Dōnīs
Giōrgos Dōnīs (in greco Γιώργος Δώνης?; Francoforte sul Meno, 29 ottobre 1969) è un allenatore di calcio ed ex calciatore greco, di ruolo centrocampista, tecnico dell'Al-Khaleej.

## Biografia
È il padre di Anastasios e Chrīstos, entrambi giocatori di calcio professionisti.

## Carriera

### Giocatore

#### Club
Dopo aver mosso i primi passi calcistici nel vivaio del Doxa Nikopolis e poi nel Pavlos Melas, squadra dell'omonima città, nel 1986-1987, entra nelle giovanili del Panathīnaïkos, dove rimane dal 1987 al 1988. Gioca poi in prestito nell'Athinaikos e per un anno e mezzo nel Panargeiakos, fino al dicembre 1990. Nella seconda metà della stagione 1990-1991 milita nel PAS Giannina, con cui si mette in luce prima di tornare al Panathinaikos nel giugno 1991. Entrato nella prima squadra dei verdi di Atene, si afferma come un attaccante di sicuro affidamento e veste per quattro anni, dal 1992 al 1996, la maglia del club, affermandosi come una delle pedine fondamentali della squadra e vincendo 2 campionati greci consecutivi (1994-1995, 1995-1996) e tre Coppe di Grecia consecutive (1992-1993, 1993-1994, 1994-1995), oltre a raggiungere le semifinali della UEFA Champions League 1995-1996. In quest'ultimo torneo, si segnalò per l'assist fornito a Christoph Vazeha, risultando dai protagonisti della vittoria greca in casa dell'Ajax nella partita di andata, poi ribaltata dagli olandesi nella gara di ritorno. Per la sua abilità di corsa, fu soprannominato "il treno" dai tifosi del Panathinaikos.
Il 5 giugno 1996, beneficiando della recente sentenza Bosman, il Blackburn, squadra campione d'Inghilterra in carica, lo prelevò per 1,1 miliardi di dracme dal Panathinaikos, facendolo diventare il calciatore greco più costoso sino a quel momento e il primo calciatore greco della Premier League. A Blackburn giocò per una stagione e mezza, segnando contro Everton e Coventry City e alternando buone prestazioni a prestazioni opache. Nel gennaio 1998 rientrò in patria per vestire la maglia dell'AEK Atene, ma nell'estate dello stesso anno fece ritorno in Inghilterra e per i due anni successivi giocò per altre due squadre inglesi, lo Sheffield Utd e l'Huddersfield Town. Nel 2000-2001 chiuse la carriera di calciatore, nuovamente con la maglia dell'AEK Atene.

#### Nazionale
Esordì con la nazionale maggiore greca il 22 dicembre 1991, in una gara contro Malta valida per le qualificazioni al campionato d'Europa 1992 e finita con il risultato di 1-1. In nazionale conta 24 presenze e 5 gol.

### Allenatore
Da allenatore iniziò nel 2002 guidando l'Ilysiakos, che condusse a due promozioni consecutive, portandolo dalla quarta alla seconda serie del campionato greco.
Passato all'Larissa, lo condusse alla promozione in massima serie al termine della stagione 2004-2005 e a salvarlo l'anno seguente, grazie a un ottimo ottavo posto. Nel 2006-2007 si piazzò decimo in campionato e portò il Larissa alla vittoria della Coppa di Grecia, battendo in finale il Panathinaikos per 2-1. La vittoria consentì al Larissa di giocare la Coppa UEFA 2007-2008, dove ottenne una vittoria contro il Blackburn Rovers, raggiungendo la fase a gironi del torneo. L'annata 2007-2008 si chiuse con uno storico sesto posto, sfiorando l'accesso alla poule scudetto solo per una differenza reti sfavorevole.
Il 25 aprile 2008 fu ingaggiato dall'AEK Atene, che lasciò il 17 novembre seguente, a causa di un avvio di stagione al di sotto delle attese e di una precoce eliminazione dalla Coppa UEFA.
Nel 2009 fu assunto dall'Atromītos, con cui raggiunse la finale della Coppa di Grecia 2010-2011, persa contro l'AEK Atene, e la finale della Coppa di Grecia 2011-2012, persa contro l'Olympiacos dopo i tempi supplementari, e partecipò alla poule scudetto nel 2011-2012.
Il 31 maggio 2012 divenne tecnico del PAOK con contratto biennale. Il 28 aprile 2013, dopo l'eliminazione nelle semifinali di Coppa di Grecia contro l'Asteras Tripolīs, fu esonerato dal presidente del club, Ivan Savvidis.
L'11 ottobre 2013 subentrò sulla panchina dell'APOEL, formazione cipriota, sostituendo Paulo Sérgio. Nella stagione 2013-2014 centrò il double campionato-Coppa di Cipro e, rinnovato il contratto nel giugno 2014, nella stagione seguente riuscì a portare la squadra alla qualificazione alla fase a gironi della UEFA Champions League, da cui l'APOEL, inserito in un difficile girone, fu eliminato, avendo raccolto un punto in sei partite. Il 6 gennaio 2015 lasciò il club risolvendo il contratto in modo consensuale, dopo una serie di risultati negativi.
Il 25 febbraio seguente divenne l'allenatore dell'Al-Hilal, compagine saudita che condusse alle semifinali dell'AFC Champions League e con cui vinse la Coppa del Re dei Campioni nel 2015. Il 28 luglio 2016 passò allo Sharjah, compagine emiratina guidata per un anno.
Il 28 luglio 2017 fece ritorno all'APOEL, dove sostituì l'esonerato Mario Been. Il 23 marzo 2018 fu esonerato, dopo la sconfitta per 4-2 sul campo dell'Apollōn Limassol che fece perdere all'APOEL la vetta della classifica del campionato.
Il 3 luglio 2018 fu nominato allenatore del Panathīnaïkos con contratto triennale. Il 19 luglio 2020, dopo la poule scudetto del campionato, lasciò la squadra di comune accordo con il club, a causa di dissapori con il presidente Giannis Alafouzos.
Divenuto di lì a poco allenatore del Maccabi Tel Aviv, fu eliminato ai play-off di UEFA Champions League e poi ai sedicesimi di finale di Europa League. Dopo aver vinto la Supercoppa d'Israele e la Coppa di Lega israeliana, il 22 dicembre 2020, con la squadra quinta nel campionato israeliano, fu esonerato.
Nel marzo 2021 fu nominato allenatore dell'Al-Wahda, squadra saudita.

## Statistiche

### Statistiche da allenatore
Statistiche aggiornate al 3 maggio 2025. In grassetto le competizioni vinte.
| Stagione             | Squadra              | Campionato           | Campionato | Campionato | Campionato | Campionato | Coppe nazionali | Coppe nazionali | Coppe nazionali | Coppe nazionali | Coppe nazionali | Coppe continentali | Coppe continentali | Coppe continentali | Coppe continentali | Coppe continentali | Altre coppe | Altre coppe | Altre coppe | Altre coppe | Altre coppe | Totale | Totale | Totale | Totale | % Vittorie | Piazzamento    |
| Stagione             | Squadra              | Comp                 | G          | V          | N          | P          | Comp            | G               | V               | N               | P               | Comp               | G                  | V                  | N                  | P                  | Comp        | G           | V           | N           | P           | G      | V      | N      | P      | %          | Piazzamento    |
| -------------------- | -------------------- | -------------------- | ---------- | ---------- | ---------- | ---------- | --------------- | --------------- | --------------- | --------------- | --------------- | ------------------ | ------------------ | ------------------ | ------------------ | ------------------ | ----------- | ----------- | ----------- | ----------- | ----------- | ------ | ------ | ------ | ------ | ---------- | -------------- |
| 2004-2005            | Larissa              | BE                   | 30         | 17         | 7          | 6          | CG              | 8               | 5               | 0               | 3               | -                  | -                  | -                  | -                  | -                  | -           | -           | -           | -           | -           | 38     | 22     | 7      | 9      | 57,89      | 1°, (prom)     |
| 2005-2006            | Larissa              | AE                   | 30         | 10         | 9          | 11         | CG              | 7               | 4               | 1               | 2               | -                  | -                  | -                  | -                  | -                  | -           | -           | -           | -           | -           | 37     | 14     | 10     | 13     | 37,84      | 8°             |
| 2006-2007            | Larissa              | SLE                  | 30         | 9          | 9          | 12         | CG              | 8               | 6               | 2               | 0               | -                  | -                  | -                  | -                  | -                  | Int.        | 2           | 0           | 1           | 1           | 40     | 15     | 12     | 13     | 37,50      | 10°            |
| 2007-2008            | Larissa              | SLE                  | 30         | 11         | 12         | 7          | CG              | 4               | 2               | 0               | 2               | CU                 | 6                  | 1                  | 0                  | 5                  | -           | -           | -           | -           | -           | 40     | 14     | 12     | 14     | 35,00      | 6°             |
| Totale Larissa       | Totale Larissa       | Totale Larissa       | 120        | 47         | 37         | 36         |                 | 27              | 17              | 3               | 7               |                    | 6                  | 1                  | 0                  | 5                  |             | 2           | 0           | 1           | 1           | 155    | 65     | 41     | 49     | 41,94      |                |
| ago.-nov. 2008       | AEK Atene            | SLE                  | 10         | 3          | 6          | 1          | CG              | 1               | 1               | 0               | 0               | CU                 | 2                  | 0                  | 1                  | 1                  | -           | -           | -           | -           | -           | 13     | 4      | 7      | 2      | 30,77      | Eson           |
| 2009-2010            | Atromītos            | SLE                  | 30         | 10         | 8          | 12         | CG              | 2               | 0               | 1               | 1               | -                  | -                  | -                  | -                  | -                  | -           | -           | -           | -           | -           | 32     | 10     | 9      | 13     | 31,25      | 7°             |
| 2010-2011            | Atromītos            | SLE                  | 30         | 7          | 13         | 10         | CG              | 7               | 5               | 1               | 1               | -                  | -                  | -                  | -                  | -                  | -           | -           | -           | -           | -           | 37     | 12     | 14     | 11     | 32,43      | 12°            |
| 2011-2012            | Atromītos            | SLE                  | 30+6       | 13+2       | 11+2       | 6+2        | CG              | 6               | 3               | 2               | 1               | -                  | -                  | -                  | -                  | -                  | -           | -           | -           | -           | -           | 42     | 18     | 15     | 9      | 42,86      | 3°             |
| Totale Atromitos     | Totale Atromitos     | Totale Atromitos     | 90+6       | 30+2       | 32+2       | 28+2       |                 | 15              | 8               | 4               | 3               |                    | -                  | -                  | -                  | -                  |             | -           | -           | -           | -           | 111    | 40     | 38     | 33     | 36,04      |                |
| 2012-2013            | PAOK                 | SLE                  | 30         | 18         | 8          | 4          | CG              | 8               | 5               | 1               | 2               | UEL                | 4                  | 3                  | 0                  | 1                  | -           | -           | -           | -           | -           | 42     | 26     | 9      | 7      | 61,90      | Eson           |
| ott. 2013-2014       | APOEL                | AK                   | 22+10      | 16+7       | 4+1        | 2+2        | KK              | 8               | 6               | 2               | 0               | UEL                | 4                  | 1                  | 1                  | 2                  | -           | -           | -           | -           | -           | 44     | 30     | 8      | 6      | 68,18      | Sub, 1°        |
| 2014-gen. 2015       | APOEL                | AK                   | 15         | 9          | 5          | 1          | KK              | 0               | 0               | 0               | 0               | UCL                | 10                 | 2                  | 3                  | 5                  | SC          | 1           | 0           | 0           | 1           | 26     | 11     | 8      | 7      | 42,31      | Risol          |
| feb.-giu. 2015       | Al-Hilal             | SPL                  | 10         | 8          | 1          | 1          | KCC             | 5               | 4               | 1               | 0               | ACL                | 7                  | 4                  | 1                  | 2                  | -           | -           | -           | -           | -           | 22     | 16     | 3      | 3      | 72,73      | Sub, 3°        |
| 2015-2016            | Al-Hilal             | SPL                  | 26         | 17         | 4          | 5          | KCC+PCC         | 4+4             | 3+4             | 0+0             | 1+0             | ACL+ACL            | 4+7                | 1+3                | 2+3                | 1+1                | SS          | 1           | 1           | 0           | 0           | 46     | 29     | 9      | 8      | 63,04      | 2°             |
| Totale Al Hilal      | Totale Al Hilal      | Totale Al Hilal      | 36         | 25         | 5          | 6          |                 | 13              | 11              | 1               | 1               |                    | 18                 | 8                  | 6                  | 4                  |             | 1           | 1           | 0           | 0           | 68     | 45     | 12     | 11     | 66,18      |                |
| ago.-dic. 2016       | Al-Ain               | PL                   | 13         | 4          | 2          | 7          | PC+CdL          | 0+6             | 0+2             | 0+2             | 0+2             | -                  | -                  | -                  | -                  | -                  | -           | -           | -           | -           | -           | 19     | 6      | 4      | 9      | 31,58      | Eson           |
| ago. 2017-mar. 2018  | APOEL                | AK                   | 26+3       | 20+1       | 3+1        | 3+1        | KK              | 4               | 4               | 0               | 0               | UCL                | 9                  | 2                  | 3                  | 4                  | SC          | 1           | 0           | 0           | 1           | 43     | 27     | 7      | 9      | 62,79      | Sub, Eson      |
| Totale APOEL Nicosia | Totale APOEL Nicosia | Totale APOEL Nicosia | 63+13      | 45+8       | 12+2       | 6+3        |                 | 12              | 10              | 2               | 0               |                    | 23                 | 5                  | 7                  | 11                 |             | 2           | 0           | 0           | 2           | 113    | 68     | 23     | 22     | 60,18      |                |
| 2018-2019            | Panathīnaïkos        | SLE                  | 30         | 13         | 8          | 9          | CG              | 5               | 3               | 1               | 1               | -                  | -                  | -                  | -                  | -                  | -           | -           | -           | -           | -           | 35     | 16     | 9      | 10     | 45,71      | 8°             |
| 2019-2020            | Panathīnaïkos        | SLE                  | 26+10      | 12+3       | 8+5        | 6+2        | CG              | 6               | 3               | 0               | 3               | -                  | -                  | -                  | -                  | -                  | -           | -           | -           | -           | -           | 42     | 18     | 13     | 11     | 42,86      | 4°             |
| Totale Panathinaikos | Totale Panathinaikos | Totale Panathinaikos | 56+10      | 25+3       | 16+5       | 15+2       |                 | 11              | 6               | 1               | 4               |                    | -                  | -                  | -                  | -                  |             | -           | -           | -           | -           | 77     | 34     | 22     | 21     | 44,16      |                |
| ago.-dic. 2020       | Maccabi Tel Aviv     | Lh                   | 11         | 4          | 5          | 2          | CI+CdL          | 0+1             | 0+1             | 0+0             | 0+0             | UCL+UEL            | 5+5                | 3+2                | 0+2                | 2+1                | SI          | 2           | 2           | 0           | 0           | 24     | 12     | 7      | 5      | 50,00      | Eson           |
| apr.-mag. 2021       | Al-Wahda             | SPL                  | 5          | 1          | 2          | 2          | KCC             | 0               | 0               | 0               | 0               | ACL                | 1                  | 0                  | 1                  | 0                  | -           | -           | -           | -           | -           | 6      | 1      | 3      | 2      | 16,67      | Sub, 15° (ret) |
| gen.-giu. 2022       | Al-Fateh             | SPL                  | 14         | 5          | 3          | 6          | KCC             | 0               | 0               | 0               | 0               | -                  | -                  | -                  | -                  | -                  | -           | -           | -           | -           | -           | 14     | 5      | 3      | 6      | 35,71      | Sub, 8°        |
| 2022-2023            | Al-Fateh             | SPL                  | 30         | 13         | 4          | 13         | KCC             | 2               | 0               | 1               | 1               | -                  | -                  | -                  | -                  | -                  | -           | -           | -           | -           | -           | 32     | 13     | 5      | 14     | 40,63      | 6°             |
| Totale Al fateh      | Totale Al fateh      | Totale Al fateh      | 44         | 18         | 7          | 19         |                 | 2               | 0               | 1               | 1               |                    | -                  | -                  | -                  | -                  |             | -           | -           | -           | -           | 46     | 18     | 8      | 20     | 39,13      |                |
| 2023-2024            | Al-Wahda             | SPL                  | 34         | 10         | 6          | 18         | KCC             | 2               | 1               | 0               | 1               | -                  | -                  | -                  | -                  | -                  | SS          | 1           | 0           | 0           | 1           | 37     | 11     | 6      | 20     | 29,73      | 13°            |
| Totale Al Wahda      | Totale Al Wahda      | Totale Al Wahda      | 39         | 11         | 8          | 20         |                 | 2               | 1               | 0               | 1               |                    | 1                  | 0                  | 1                  | 0                  |             | 1           | 0           | 0           | 1           | 43     | 12     | 10     | 11     | 27,91      |                |
| 2024-2025            | Al-Khaleej           | SPL                  | 31         | 9          | 7          | 15         | KCC             | 1               | 0               | 0               | 1               | -                  | -                  | -                  | -                  | -                  | -           | -           | -           | -           | -           | 32     | 9      | 7      | 16     | 28,13      |                |
| Totale carriera      | Totale carriera      | Totale carriera      | 572        | 252        | 154        | 166        |                 | 99              | 62              | 15              | 22              |                    | 64                 | 22                 | 17                 | 25                 |             | 8           | 3           | 1           | 4           | 743    | 339    | 187    | 217    | 45,63      |                |

## Palmarès

### Giocatore
- Campionato greco: 2

Panathinaikos: 1994-1995, 1995-1996
- Coppa di Grecia: 3

Panathinaikos: 1992-1993, 1993-1994, 1994-1995
- Supercoppa di Grecia: 2

Panathinaikos: 1993, 1994

### Allenatore
- Coppa di Grecia: 1

Larissa: 2006-2007
- Campionato cipriota: 1

APOEL Nicosia: 2013-2014
- Coppa di Cipro: 1

APOEL Nicosia: 2013-2014
- Coppa del Re dei Campioni: 1

Al Hilal: 2015
- Supercoppa saudita: 1

Al Hilal: 2015
- Coppa del Principe della Corona saudita: 1

Al Hilal: 2015-2016
- Coppa di Lega israeliana: 1

Maccabi Tel Aviv: 2020-2021
- Supercoppa d'Israele: 1

Maccabi Tel Aviv: 2020